# Lola (pel·lícula de 1981)
Lola és una pel·lícula de 1981 del cineasta alemany Rainer Werner Fassbinder.
Es tracta de la segona entrega de l'anomenada Triologia de la BDR (en referència a les sigles no oficials de la Bundesrepublik Deutschland, en català República Federal d'Alemanya), precedida per Die Ehe der Maria Braun (1979) i continuada amb Die Sehnsucht der Veronika Voss (1981).

## Argument
A finals dels anys 1950 la corrupta connivència entre la classe política i empresarial regna a Coburg, una petita i burgesa ciutat de Baviera on es porten a terme tota mena de lucratius negocis de dubtosa legalitat amb els vistiplaus dels dirigents polítics locals, que no tenen dubtes a fer els ulls grossos en ser degudament subornats.
Els negocis entre l'alcalde, el cap de policia, el gerent del banc i Schuckert, un poderós magnat immobiliari, són discutits i aprovats a un bordell local anomenat "Villa Fink". El darrer negoci es veu només amenaçat per l'arribada de von Bohm, un honest urbanista amb fermes conviccions morals que es qüestiona les dubtoses pràctiques dels cacics locals. Això no obstant, també el bon intencionat von Bohm no tarda a ser seduït pels beneficis que la corrupta trama li ofereix.
Von Bohm no recobra el seu sentit de l'honestedat fins que descobreix que la seva admirada Marie-Luise, de la qual s'havia enamorat profundament, no és més que la prostituta que compta amb més bona reputació a la ciutat, coneguda popularment com a Lola i de la qual Schuckert n'és el client més habitual.
Von Bohm decideix aleshores reunir proves per denunciar públicament al corrupte magnat immobiliari. Això no obstant, tothom s'ha beneficiat tant del "miracle econòmic" que viu la ciutat, que ni tan sols la premsa li presta cap mena d'atenció.
Resignat, l'impotent von Bohm s'acaba integrant al sistema i com a recompensa al seu silenci obté a Lola, amb qui s'acaba casant. El matrimoni, però, no fa perdre els hàbits a l'ex-prostituta, que aprofita la primera absència del seu marit per anar-se'n al llit amb Schuckert.

## Repartiment
| Actor / actriu original | Personatge fictici |
| ----------------------- | ------------------ |
| Barbara Sukowa          | Lola               |
| Armin Mueller-Stahl     | Von Bohm           |
| Mario Adorf             | Schukert           |
| Matthias Fuchs          | Esslin             |

## Premis i nominacions
- 1982. Premis del Cinema Alemany (Deutscher Filmpreis): Guanyadora del Premi a la Millor Interpratació Masculina (per Armin Mueller-Stahl).
- 1982. Premis del Cinema Alemany (Deutscher Filmpreis): Guanyadora del Premi a la Millor Interpretació Femenina per l'actriu Barbara Sukowa.
- 1982. Premis del Cinema Alemany (Deutscher Filmpreis): Guanyadora del Premi Pel·lícula de Plata (Filmband in Silber) a la Millor Pel·lícula.